# Lucius Catilius Severus
Lucius Catilius Severus (Julianus Claudius Reginus) est un sénateur romain du début du IIe siècle, consul suffect en 110 et éponyme en 120 sous les règnes de Trajan et Hadrien. Il est préfet de Rome à la fin du règne de ce dernier et espère un temps succéder à Hadrien.

## Biographie

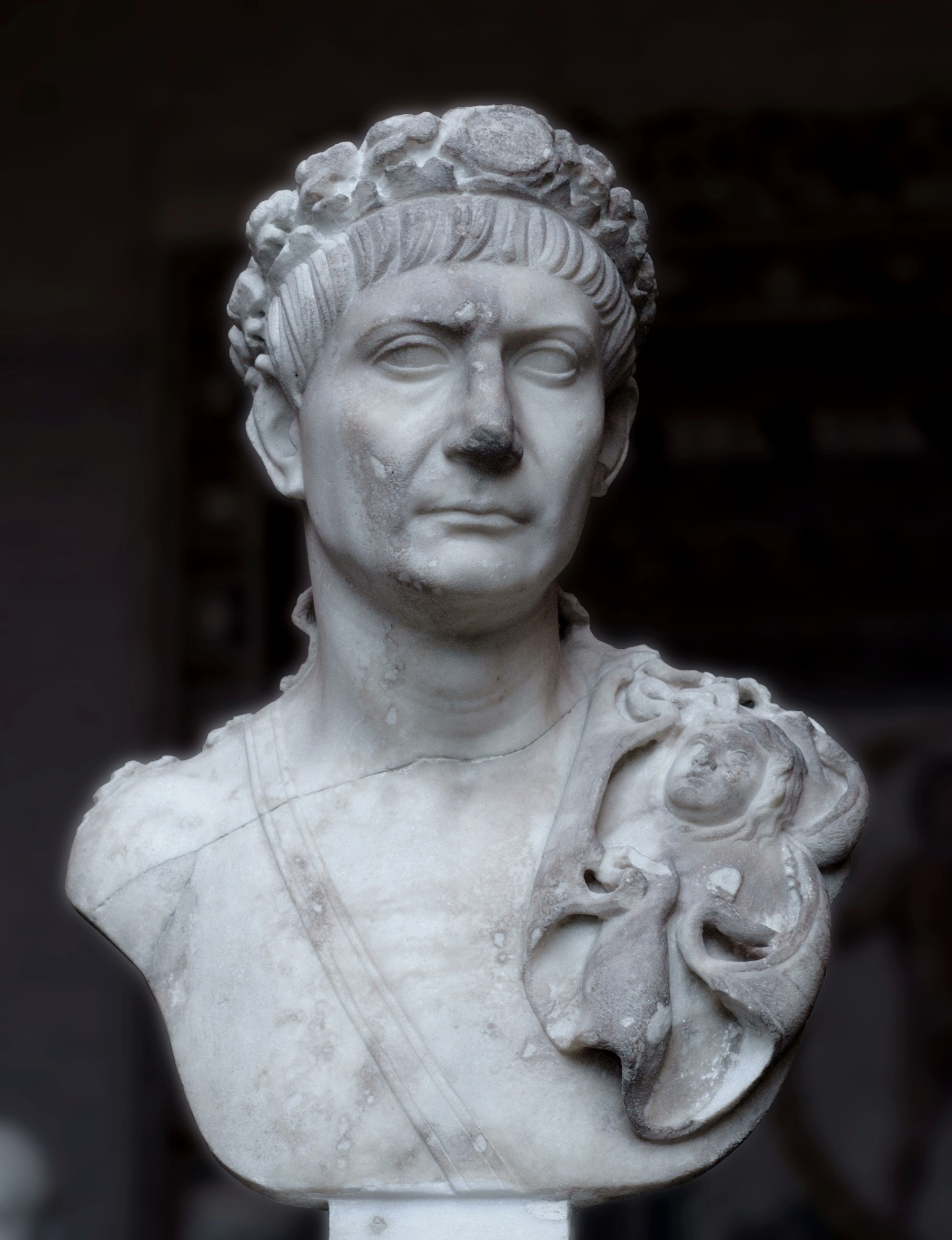
L'empereur Trajan (98 à 117).

Il est peut-être originaire d'Apamée, en Syrie ou plus probablement de Bithynie,. Son début de carrière semble montrer que c'est un homo novus.
Il commence sa carrière sénatoriale en tant que questeur en Asie puis est peut-être tribun de la plèbe avant de devenir préteur urbain, probablement en 99 ou 100.
Il est ensuite, dans un ordre ou dans un autre, praefectura frumenti dandi, c'est-à-dire chargé des distributions de blé, et légat du proconsul d'Asie,,, vers 101/103. Il enchaîne par une curatelle des voies puis devient légat de la legio XXII Primigenia, vers 104. Il occupe ensuite deux préfectures financières, à l'ærarium militare pendant trois ans, probablement entre 105 et 107, puis à celui de Saturne, vers 108 à 110.
Il devient consul suffect en l’an 110. Il est membre du collège des Septemviri epulonum et est sodales Augustales sous Trajan puis sous Hadrien.
À la suite de la conquête de Trajan et de l'annexion du royaume d'Arménie à la province de Cappadoce en 114, il est nommé procurateur chargé de l'administration fiscale du nouveau district,. L'Arménie est ensuite érigée en province en 114/115 et il en devient le premier et unique gouverneur, qu'il gouverne en commun avec la Cappadoce. Il reçoit des décorations militaires de l'empereur. Il est gouverneur des deux provinces jusqu'à ce que la situation devienne incontrôlable en 116/117,,.

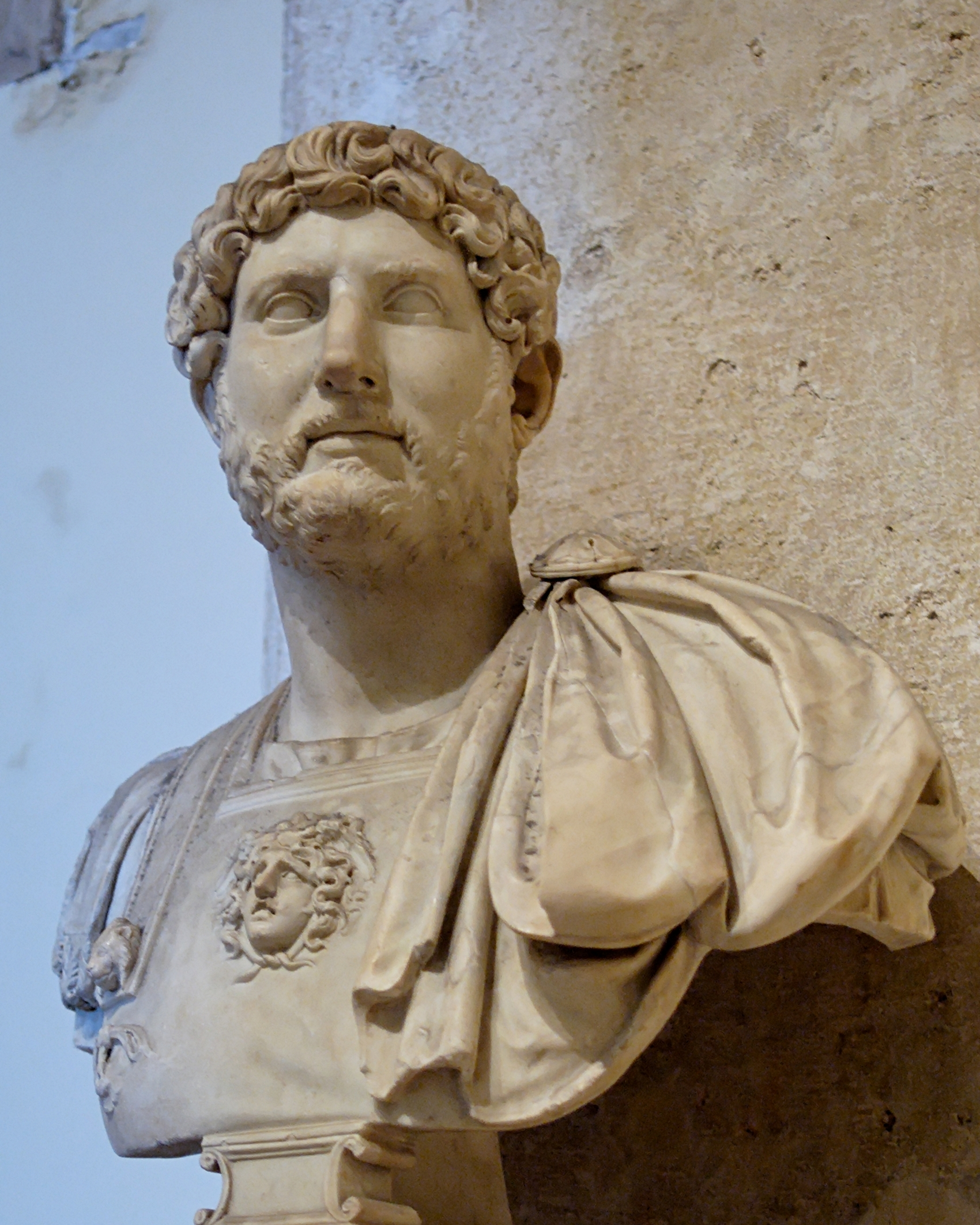
L'empereur Hadrien (117 à 138).

En 117, Hadrien succède à Trajan, alors qu'il gouverne la Syrie et qu'il est à la tête de l’armée d'Orient. Le nouvel empereur quitte Antioche pour Rome et confie le gouvernement de la Syrie à Catilius Severus. Il est probablement l'un de ceux qui approuve la nouvelle politique pacifiste d'Hadrien et un des proches de l'empereur. Il est chargé de réorganiser la province à la suite de l'abandon des conquêtes orientales de Trajan. Il traite avec Vologèse et le confirme sur le trône d'Arménie. Il reste légat d'Auguste propréteur de la province jusqu'en 119,.
Il est ensuite consul éponyme en l'an 120, aux côtés de Titus Aurelius Fulvus Antoninus, le futur empereur Antonin le Pieux,. Il est proconsul d'Afrique vers 125,.
À la fin du règne d'Hadrien, en 137/138, il est préfet de Rome,. À la suite du décès de l'héritier Lucius Aelius Caesar le 1er janvier 138, Catilius Severus espère être adopté par Hadrien et lui succéder, mais l'empereur choisit le futur Antonin le Pieux. Catilius Severus désapprouve alors publiquement ce choix et il tombe en disgrâce, Hadrien lui retirant sa préfecture. Catilius Severus espérait devenir l'héritier d'Hadrien pour préparer le terrain au jeune Marc Aurèle, son protégé,, alors âgé de 16 ans. Lui-même a probablement près de 70 ans.

## Famille et relations
C'est un ami et correspondant de Pline le Jeune,, qu'il invite à un dîner vers 100/103.

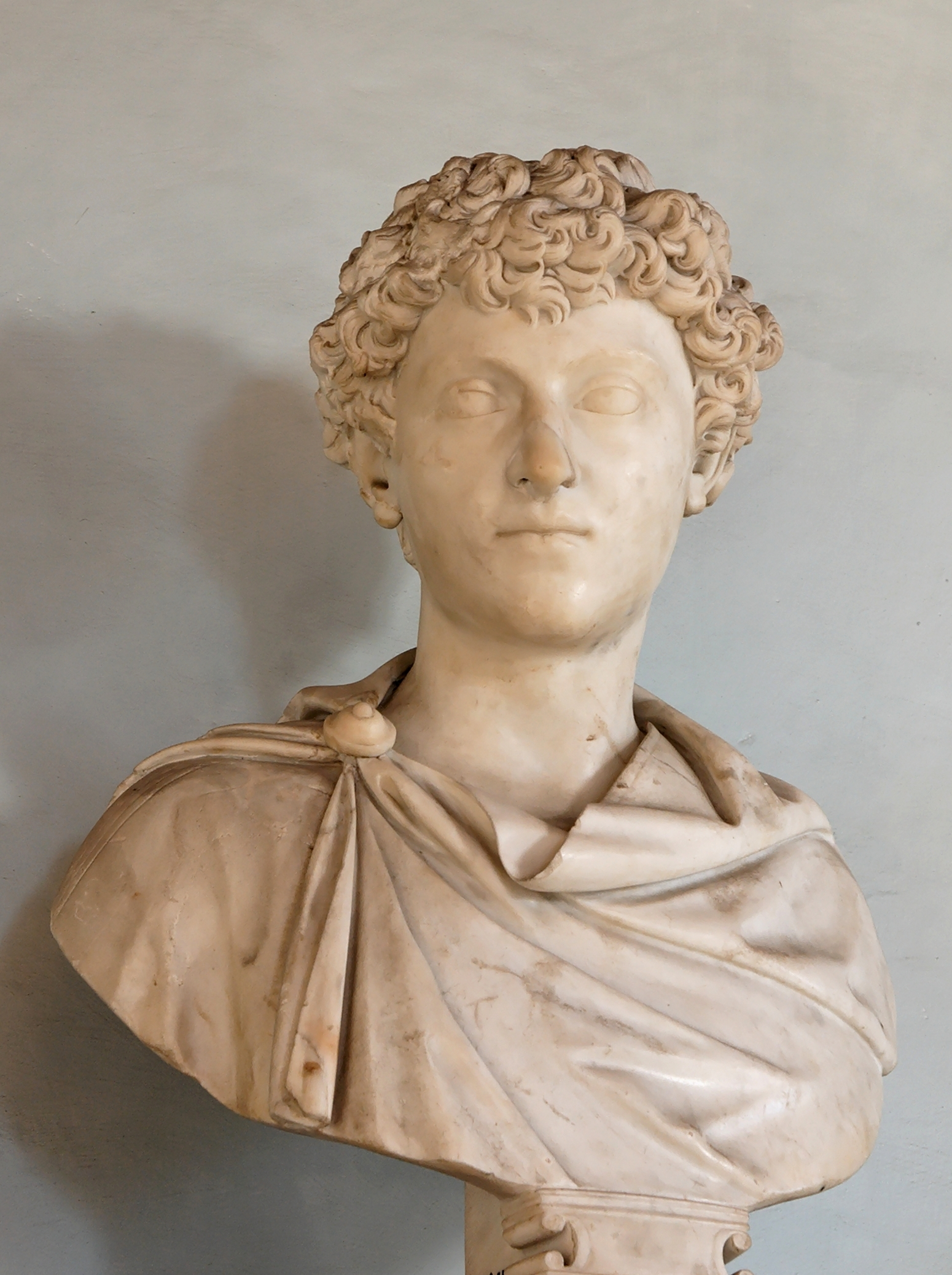
Marc Aurèle adolescent.

Il participe à l'éducation du futur Marc Aurèle, aux côtés de Marcus Annius Verus, triple consulaire, grand-père paternel puis père adoptif de Marc Aurèle. Severus est alors décrit comme le « bisaïeul maternel », il est donc probablement le beau-père de Domitia Lucilla Maior, fille naturelle de Cnaeus Domitius Curvius Lucanus et adoptive de son frère Tullus. À sa naissance, Marc Aurèle porte le nom de Marcus Annius Catilius Severus, hérité de son « bisaïeul maternel », nom qui est modifié lors de sa première adoption.
Ainsi, Catilius Severus aurait épousé Curtilia Mancia, la veuve de Lucanus décédé dans les années 90. Elle est d'une famille sénatoriale italienne, fille du consulaire Titus Curtilius Mancia, suffect en 55,.
Dans ses Pensées pour moi-même, Marc Aurèle remercie Catilius Severius pour ne pas l'avoir fait fréquenter les écoles publiques et d’avoir pu profiter ainsi des leçons d’excellents maîtres privés,.